# Plaza de toros de Peralta
Situada en la Comunidad Foral de Navarra, la plaza de toros de Peralta está catalogada como de tercera categoría y cuenta con un aforo de 2.300 localidades. Esta localidad navarra está situada en la merindad de Olite en la Ribera Arga-Aragón a 59 kilómetros de Pamplona. 
Esta plaza de toros fue inaugurada en 1883, siendo una de las plazas de toros con mayor antigüedad en la Comunidad Foral de Navarra, junto a la plaza de toros de Corella (inaugurada en 1856) o la plaza de toros de Fitero (1897).

## Historia
La historia de la plaza de toros de Peralta se remonta al 6 de agosto de 1872, cuando el ganadero de la localidad Don Raimundo Díaz y Bermejo, presentó en el consistorio una instancia para la construcción del coso. Meses después, en septiembre, se obtuvo el permiso correspondiente de la Diputación de Navarra.
El día 20 se formalizó el documento contractual, con una duración de 90 años, por el que el ganadero se comprometió a la construcción de una plaza de toros con todas las necesidades para que pudiera albergar festejos taurinos, y a su vez, la obligación de dar cuando menos dos novilladas. 
A cambio de todo ello, anualmente, se estableció el pago de mil reales vellón, 1.000 pesetas, en cantidad de subvención siempre y cuando hubiera corridas, y 500 pesetas en caso contrario.
Los terrenos donde se levantó el coso y el dinero invertido fueron de Don Raimundo Díaz y Bermejo, y la plaza pasó a ser de su propiedad hasta que la heredó Don Jesús Careceda que se la alquilaba al Ayuntamiento hasta que en los años 70 decidieron comprarla. El precio de compra coincidió con la renta que habrían tenido que pagar durante 10 años.

## Feria taurina
Peralta celebra en el mes de septiembre sus festejos taurinos en el marco de una importante feria de novilladas dentro de la temporada española. Un ciclo importante en la promoción de nuevas figuras y donde se anuncian ganaderías del interés del aficionado como por ejemplo Prieto de la Cal, Ana Romero y Dolores Aguirre en 2019.